# Момонеж
Момонеж — небольшая река в России, протекает в Ивановской области.
Устье реки находится по правому берегу реки Койка в 1 км восточнее деревни Ново-Кутищево, напротив урочище Давыдово. Исток — из болота в 1 км западнее села Сахтыш Тейковского района. Длина реки незначительна. Не судоходна.
Вдоль русла реки населённых пунктов нет.